# Rödinghausen
Rödinghausen là một đô thị ở huyện Herford, trong Nordrhein-Westfalen, Đức.
Rödinghausen tọa lạc ở sườn nam của Wiehengebirge, khoảng 20 km về phía tây bắc của Herford và 25 km về phía bắc Bielefeld.

## Các đô thị giáp ranh
- Bünde
- Melle
- Preußisch Oldendorf
- Hüllhorst

## Các khu dân cư
Rödinghausen có 5 làng:
- Bieren (1.299 dân)
- Bruchmühlen (3.378 dân); (tên gọi Westkilver cho đến năm 1969)
- Ostkilver (1.876 dân)
- Rödinghausen (1.644 dân)
- Schwenningdorf (2.356 dân)